# Elvira Altés
Elvira Altés Rufias (Barcelona) es una periodista feminista, profesora de periodismo e investigadora española especializada en comunicación y género. De 2001 a 2009 fue directora de la revista "Dones" de la Associació de Dones Periodistes de Catalunya, organización de la que fue socia fundadora y que presidió de 2001 a 2003. 

## Trayectoria
Licenciada en Antropología por la Facultad de Geografía e Historia de la Universidad de Barcelona (1988 -1993)  trabajó durante más de dos décadas como periodista en diferentes medios. En 1983 dirigió y presentó en RNE-Ràdio4 el primer programa de radio feminista, Les Dones (Las Mujeres). También presentó y dirigió la serie Elles també hi eren (Ellas también estaban), a partir de biografías de pioneras en todos los campos.
En 1992 fue socia fundadora de la ADPC (Associació de Dones Periodistes de Catalunya) la primera asociación de mujeres periodistas creada en España. En 2001 asumió su presidencia relevando a Montserrat Minobis tras una década en la que había asumido los cargos de vocal, secretaria y vicepresidenta de la asociación hasta 2003 que asumió la presidencia Montserrat Puig.
Desde 1996 es profesora de la Facultad de Comunicación de la Universidad Autónoma de Barcelona, de edición de prensa, periodismo de investigación en el seminario "Buen periodismo con perspectiva de género" e investigación I+D sobre "Transmisión de estereotipos de género en los medios de comunicación".

### Mujeres, periodismo y género
En su trayectoria profesional destaca su trabajo para hacer visible la situación de las mujeres en el periodismo. De 2001 a 2009 dirigió la revista Dones (Mujeres), editada por la Associació de Dones Periodistes de Catalunya y en 2005 y 2010 coordinó el seguimiento de los medios de comunicación en España que se lleva a cabo cada cinco años en todo el mundo en el Proyecto Global de Monitoreo de los Medios. Destacan sus publicaciones e investigaciones sobre cómo se representan las mujeres y el género en los medios de comunicación y qué influencia se deriva en la construcción de identidades.
De 2010-2014 integró el equipo directivo del Instituto Interuniversitario de Estudios de Mujeres y Género (iiEDG). 
Es también autora del estudio europeo Images of woman in the media (UE. Brussel.les) e Imágenes de las mujeres en los medios de comunicación, (Instituto de la Mujer).
En 2014 realizó el estudio Protagonistes i periodistes en els mitjans de comunicació de les Illes Balears (Protagonistas y periodistas en los medios de comunicación de las Islas Baleares) encargado por Ayuda en Acción con recomendaciones para avanzar en igualdad entre hombres y mujeres en los medios de comunicación.
En 2022 fue comisaria del Año Victoria Pujolar Amat  y autora de los contenidos de una exposición dedicada a la pintora y activista antifranquista española.

## Estereotipos de género en la información
Las investigaciones de Altés han servido de base en la denuncia de la representación sexista de las mujeres en los medios de comunicación y la falta de representación femenina. Los estereotipos de lo femenino y masculino son modelos que se refuerzan o debilitan con la experiencia cotidiana de mujeres y hombres y los medios de comunicación tienden a reproducir y difundir los estereotipos sociales sin cuestionarlos previamente denuncia Altés. Con frecuencia además se las identifica con su nombre de pila o como personas anónimas en las noticias. La seducción, la belleza y ser atractiva son las tres gracias que se identifican con el patrimonio femenino.
También denuncia la escasa presencia femenina en los medios que producen una "mirada adrocéntrica" y "antigua" de la realidad. Las mujeres -explica- siguen lejos de la primera página de los medios de comunicación. Representan el 40 por ciento en las redacciones pero escasean como autoras y como protagonistas.

## Premios y reconocimientos
- 2001 Premio a la Investigación sobre Comunicació de Masas que concede el Consell de l’Audiovisual a Catalunya por La prensa por dentro. Mecanismos de transmisión de estereotipos en la prensa de información general.[10]
- 2014 Premio Trayectoria a las Buenas Prácticas de Comunicación No Sexista para crear opinión en perspectiva de género como tertuliana en medios audiovisuales junto a Cristina Sánchez Miret.[6]

## Publicaciones
- Altés,  Elvira; Gallego Ayala, Joana, Bach Arús, Marta; Plujà Calderon, Marta; Puig Mollet, Montserrat  El sexo de la noticia. Reflexiones sobre el género en la información y recomendaciones de estilo. (2000) Editorial Icária. Comunicación y nuevas tecnologías Sexualidad y género. ISBN 978-84-7426-506-4
- La prensa diaria por dentro: mecanismos de transmisión de estereotipos de género en la prensa de información general. Joana Gallego (dir.) Elvira Altés, María Eugenia Melús, Jaume Soriano, Maria José Cantón. Anàlisi 28, 2002 225-242
- Estudios sobre género y comunicación en La prensa por dentro. Producción informativa y transmisión de estereotipos de género. Coordinación Juana Gallego. Ediciones de La Frontera. Barcelona, 2002
- El estereotipo en Manual de Información en género, López Díez, P. (Ed.). 2004. Madrid: Instituto de la Mujer (MTAS) e IORTV (RTVE)
- Altes, Elvira; Les periodistes del temps de la República. (2007) Col. Vaixell de paper, Col·legi de Periodistes de Catalunya ISBN: mkt0002846973
- Representació i tractament de les dones i el gènere en la información sobre economía, Ayuda en Acción. 2012

## Artículos
- Quienes son los protagonistas de las notícias. Capçalera: revista del Col·legi de Periodistes de Catalunya,  1135-1047, N.º. 149, 2010, págs. 40-45
- La publicidad o la venta del imaginario oculto ¿Existe violencia sexista en los anuncios? (2012) Cuestiones de género: de la igualdad y la diferencia, n.º 7 ISSN 1699-597X
- La construcción de las notícias sobre violencia doméstica Archivado el 25 de octubre de 2017 en Wayback Machine..
- ¿Cómo funcionan y para qué sirven los estereotipos en los medios de comunicación?
- La publicidad ante el nuevo imaginario femenino: impulso o retroceso.